# 学校法人柴田学園

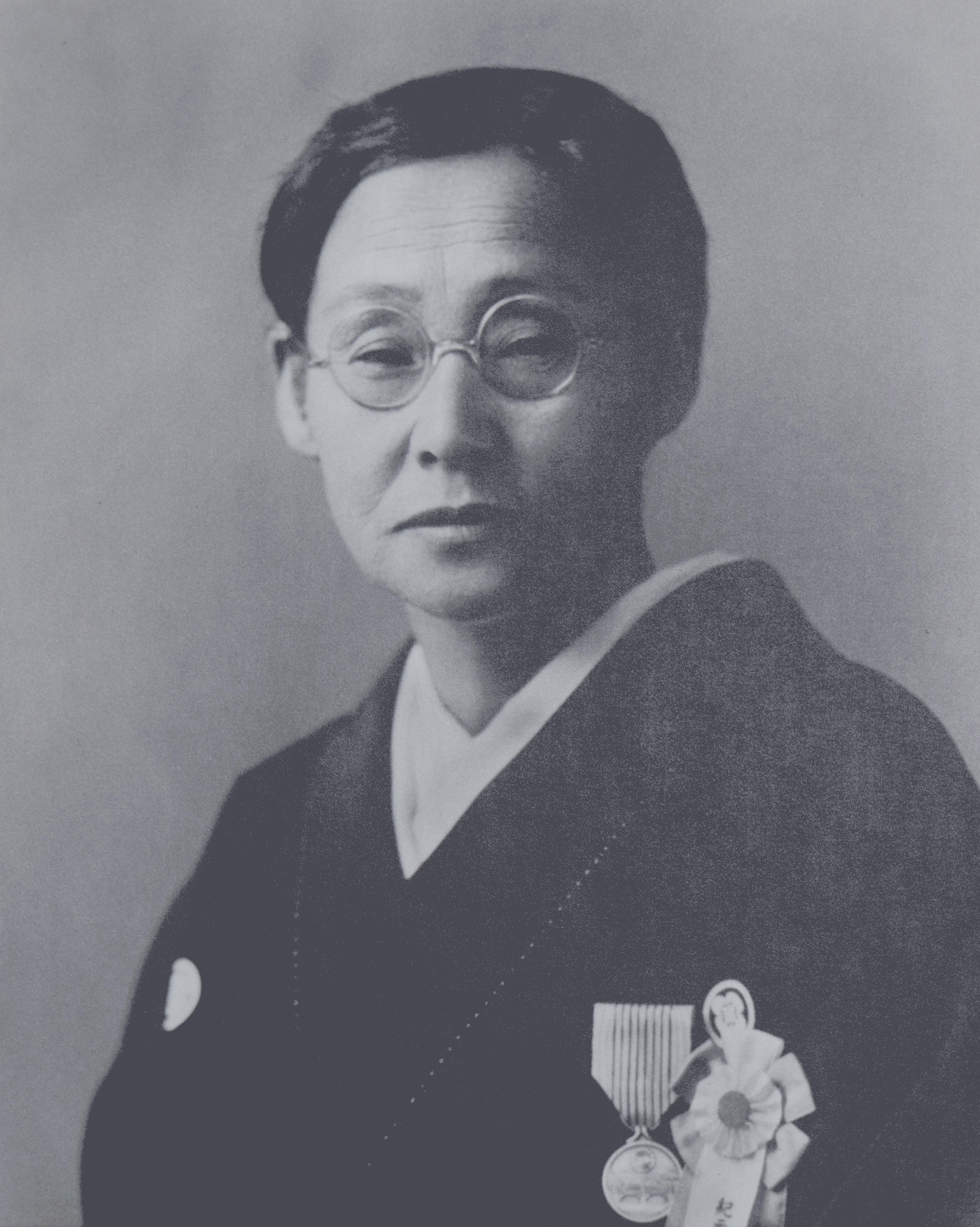
学園設立者　柴田やす

学校法人柴田学園 （がっこうほうじん しばたがくえん）は、青森県弘前市に本部を置く学校法人。1923年（大正12年）、柴田やすによって創立された和洋裁縫女学校を礎としている。
現在、大学、短期大学、高等学校、幼稚園を運営する学校法人。

## 沿革

### 略歴
柴田学園は創立者柴田やすが、近隣の婦女子に対して裁縫技能の講習を行い自立の糧を与えようとしたことを始まりとし、1923年（大正12年）に創立された和洋裁縫女学校、1946年（昭和21年）の財団法人柴田学園を経て、現在に至る。
学園建学の精神
「教育即生活」
教育理念
「教育を生活の中に活かせ」　「高い教養と正しい躾を身につけよ」　「常に希望をいだき時代と共に歩め」

### 年表
《主要な出典：》
- 1914年（大正03年）1月 - 柴田やすが裁縫塾を開く（鍛冶町に「造花袋物裁縫教授」〈あるいは「和洋裁縫手芸教授」[2]〉の看板）[3]。
- 1918年（大正07年）7月10日[4] - 柴田やすにより「私立女子裁縫実践学会」発足（上瓦ケ町25番地）[3]。
- 1923年（大正12年）4月 - 柴田やすにより弘前和洋裁縫女学校[注釈 1]が開設される（同年3月13日、各種学校令により認可[6][注釈 2]）。
- 1946年（昭和21年）
  - 4月 - 東北女子専門学校を開校。
  - 5月31日 - 財団法人柴田学園が設立される[8]。
- 1948年（昭和23年）4月 - 柴田女子高等学校を開校。
- 1949年（昭和24年）4月 - 東北栄養専門学校を開設（同年2月27日、設置認可[9]）。（2022年11月廃止）
- 1950年（昭和25年）4月 - 専門学校を東北女子短期大学に改組。
- 1951年（昭和26年）2月 - 財団法人柴田学園を学校法人柴田学園に改組[10]。
- 1954年（昭和29年）4月 - 柴田幼稚園を在府町に開園。
- 1969年（昭和44年）4月 - 東北女子大学を開学。
- 1973年（昭和48年）6月 - 創立50周年記念式典を挙行[11]。
- 1979年（昭和54年）1月 - 柴田幼稚園を清原に新築移転[11][12]。
- 1983年（昭和58年）9月 - 創立60周年記念式典を挙行[11]。
- 1984年（昭和59年）4月 - 東北コンピュータ専門学校を開校。（2018年3月廃止）
- 1987年（昭和62年）4月 - 弘前経理専門学校を開校。（2012年6月廃止）
- 1993年（平成05年）4月 - 創立70周年記念式典を挙行[13]。
- 2000年（平成12年）4月 - 弘前経理専門学校を東北経理専門学校に校名を変更。
- 2003年（平成15年）
  - 4月 - 柴田幼稚園に桜ケ丘保育園分園併設。（2020年3月末をもって閉園）
  - 5月 - 創立80周年記念式典を挙行[14]。
- 2010年（平成22年）6月 - 東北女子大学を清原に新築移転。
- 2013年（平成25年）5月 - 創立90周年記念式典を挙行[15]。
- 2019年（平成31年）4月 - 柴田女子高等学校を柴田学園高等学校に校名を変更。
- 2020年（令和02年）4月 - 柴田幼稚園が幼稚園型認定こども園へ移行。
- 2021年（令和03年）4月 - すべての設置校を男女共学にする方針に基づき、東北女子大学を柴田学園大学、東北女子短期大学を柴田学園大学短期大学部に改称して男女共学化[16]。
- 2022年（令和04年）4月 - 柴田学園高等学校を柴田学園大学の附属校とし、柴田学園大学附属柴田学園高等学校に校名を変更[17]。
- 2024年（令和06年）5月14日 - 創立100周年記念式典を挙行[18]。

## 歴代理事長
- 柴田 やす、1946年 - 1950年
- 柴田 一郎、1950年 - 1951年
- 今村  敏、1951年 - 1976年
- 中村 豊弥、1976年 - 1980年
- 今村城太郎、1980年 - 2006年
- 柴田 誠造、2006年 - 2010年
- 今村 吉彦、2010年 - 2019年
- 加藤 陽治、2019年 - 2022年
- 霜鳥 秋則、2023年 - 現在に至る

## 施設

### 法人本部
所在地:青森県弘前市上瓦ケ町25番地

### 設置校
- 柴田学園大学

設置学部：生活創生学部
設置学科：健康栄養学科・こども発達学科・フードマネジメント学科
所在地：青森県弘前市大字清原1丁目1番地16
- 柴田学園大学短期大学部

設置学科：
生活科（栄養士課程・医療秘書課程・ビジネスマネジメント課程）
保育科（教職（幼稚園）課程・保育士課程）
所在地：青森県弘前市上瓦ケ町25番地
- 柴田学園大学附属柴田学園高等学校

設置学科：
普通科（みらい創造コース・総合進学コース）
家政科（三冠王コース・調理師コース）
情報科（ITビジネスコース）
所在地：青森県弘前市豊原1丁目2番地1
- 柴田幼稚園

学級編成：　　※令和2年4月からのクラス編成
0歳　　　　1クラス
1・2歳　　1クラス
満3歳　　　1クラス
3・4・5歳　　各2クラス
所在地：青森県弘前市清原1丁目1番地1

### 過去、設置していた学校
- 東北経理専門学校 - 1987年設置、2012年廃止。
- 東北コンピュータ専門学校 - 1984年設置、2018年廃止。
- 東北栄養専門学校 - 1949年設置、2022年廃止。